# Standish (Gloucestershire)
Standish é uma  paróquia e aldeia de Stroud, no condado de  Gloucestershire, na Inglaterra. De acordo com o Censo de 2011, tinha 227 habitantes. Tem uma área de 11,72  km².